# Paul Cézanne
Paul Cézanne (Aix-en-Provence, 19 de enero de 1839-Aix-en-Provence, 22 de octubre de 1906) fue un pintor francés posimpresionista, considerado el padre de la pintura moderna y cuyas obras establecieron las bases de la transición entre la concepción artística decimonónica hacia el mundo artístico del siglo XX, nuevo y diferente. Sin embargo, mientras vivió, Cézanne fue un pintor ignorado que trabajó en medio de un gran aislamiento. Desconfiaba de los críticos, tenía pocos amigos y hasta 1895 expuso solo de forma ocasional. Fue un «pintor de pintores», que la crítica y el público ignoraban, siendo apreciado solo por algunos impresionistas y al final de su vida por la nueva generación.

## Biografía

### París
Se inscribió en la Academia Suiza (Académie Suisse), una academia privada en la que trabajaba con modelos del natural y en la que no había exámenes ni lecciones, todo ello para preparar el examen de ingreso en la École des Beaux-Arts. En el Museo del Louvre descubrió la obra de Caravaggio y del círculo de Velázquez, lo que marcó profundamente su evolución artística. Cuando rechazaron su candidatura a la École des Beaux-Arts (Escuela de las Bellas Artes), regresó a Aix y aceptó un empleo en el banco de su padre. Sin embargo, en 1862 decidió volver a París para consagrarse definitivamente a la pintura, pasándole su padre una pensión de 125 francos. Reanudó su amistad con Zola y continuó sus estudios en la Academia Suiza, donde conoció a Guillaumin y a Camille Pissarro, pintor mayor que él aunque poco reconocido, que vivía con su numerosa familia en una zona rural a las afueras de París. Cézanne se sintió de inmediato atraído por los elementos más radicales del mundo artístico parisino. Admiraba sobre todo al pintor romántico Eugène Delacroix y entre los artistas más jóvenes a Gustave Courbet y a Édouard Manet, que exponían obras de estilo y temas chocantes para sus contemporáneos. La polémica entre el arte oficial y los nuevos pintores llevó a la creación en 1863 del Salon des Refusés (Salón de los Rechazados), donde se mostraban obras no aceptadas por el jurado oficial del Salón de París. El Salón oficial, por su parte, rechazó todas las obras que presentó desde 1864 hasta 1869. En 1864 pasó el verano en Aix-en-Provence, el mismo año en que se celebra una muestra de la obra de Delacroix, lo que permite a Cézanne conocer su pintura en profundidad. 1869 es el año en el que conoce a la modelo Marie-Hortense Fiquet. En 1870 el Salón rechazó su Retrato de Achille Emperaire, por entender que era inaceptable al no respetar la perspectiva ni la corrección anatómica, juzgándolo «en el límite de lo grotesco».
Cuando estalló la Guerra franco-prusiana en julio de 1870, Cézanne y Hortense dejaron París para ir a L'Estaque, cerca de Marsella, evitando así el alistamiento. Fue declarado prófugo en enero de 1871, pero la guerra acabó en febrero y la pareja pudo volver a París en verano. En enero del año siguiente, 1872, tuvieron a su hijo Paul en París. Se trasladaron entonces a Auvers-sur-Oise, donde vivió en casa del Dr. Gachet. La madre de Cézanne supo de los acontecimientos familiares, pero no su padre, a quien no se le mencionó la existencia de Hortense por miedo de incurrir en su ira. En Auvers profundiza su amistad con Pissarro, que vivía en Pontoise. Inicialmente, era la relación de un maestro con su alumno, con Pissarro ejerciendo una influencia formativa sobre el artista más joven. Durante mucho tiempo después, Cézanne se describió a sí mismo como el alumno de Pissarro, refiriéndose a él como «Dios Padre» y diciendo «Todos nosotros provenimos de Pissarro». Bajo la tutela de Pissarro, en el corto periodo comprendido entre 1872 y 1873, Cézanne pasó de los tonos oscuros a los colores brillantes y comenzó a concentrarse en escenas de la vida rural. A lo largo de la siguiente década, sus excursiones para pintar paisajes juntos del natural en Louveciennes y Pontoise, llevaron a una relación de trabajo en colaboración entre iguales.

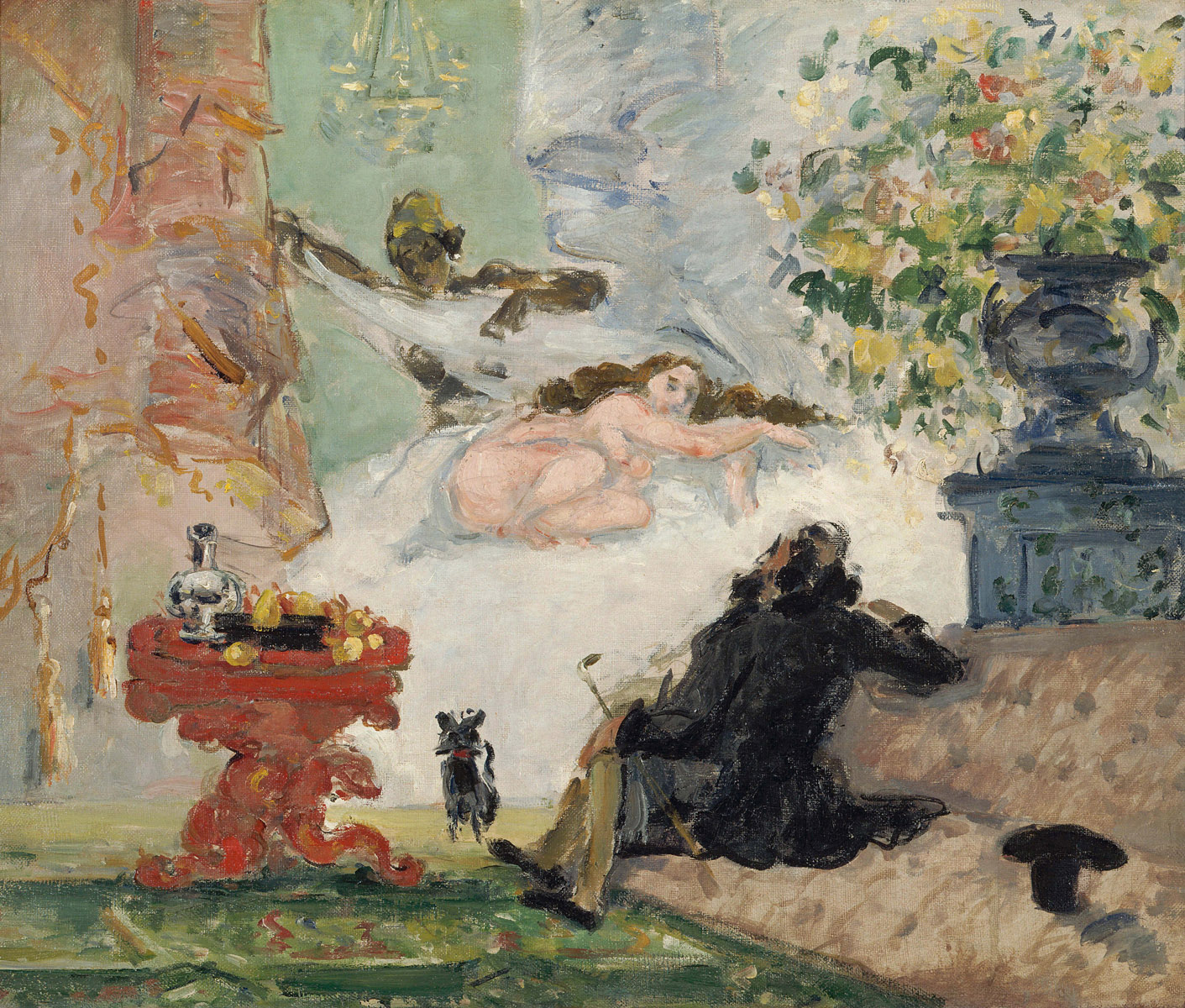
Una moderna Olimpia, h. 1873-74, obra de Cézanne presentada en la primera muestra impresionista.

Dejando a Hortense en la región de Marsella, Cézanne se movía entre París y Provenza. Gracias a Pissarro conoció al "tío" Tanguy en París en el año 1873. Se trataba de un comerciante de colores que aceptaba cuadros como pago de los materiales que vendía a los pintores. Aunque parecía tener menos dominio de la técnica que los otros impresionistas, Cézanne fue aceptado dentro del grupo. Expuso en la primera muestra impresionista celebrada en el estudio del fotógrafo Nadar en 1874, se expusieron Una moderna Olimpia, Paisaje de Auvers-sur-Oise y La casa del ahorcado. Estas obras fueron objeto de burlas, pero la tercera llegó a venderse (ahora en el Museo de Orsay de París).

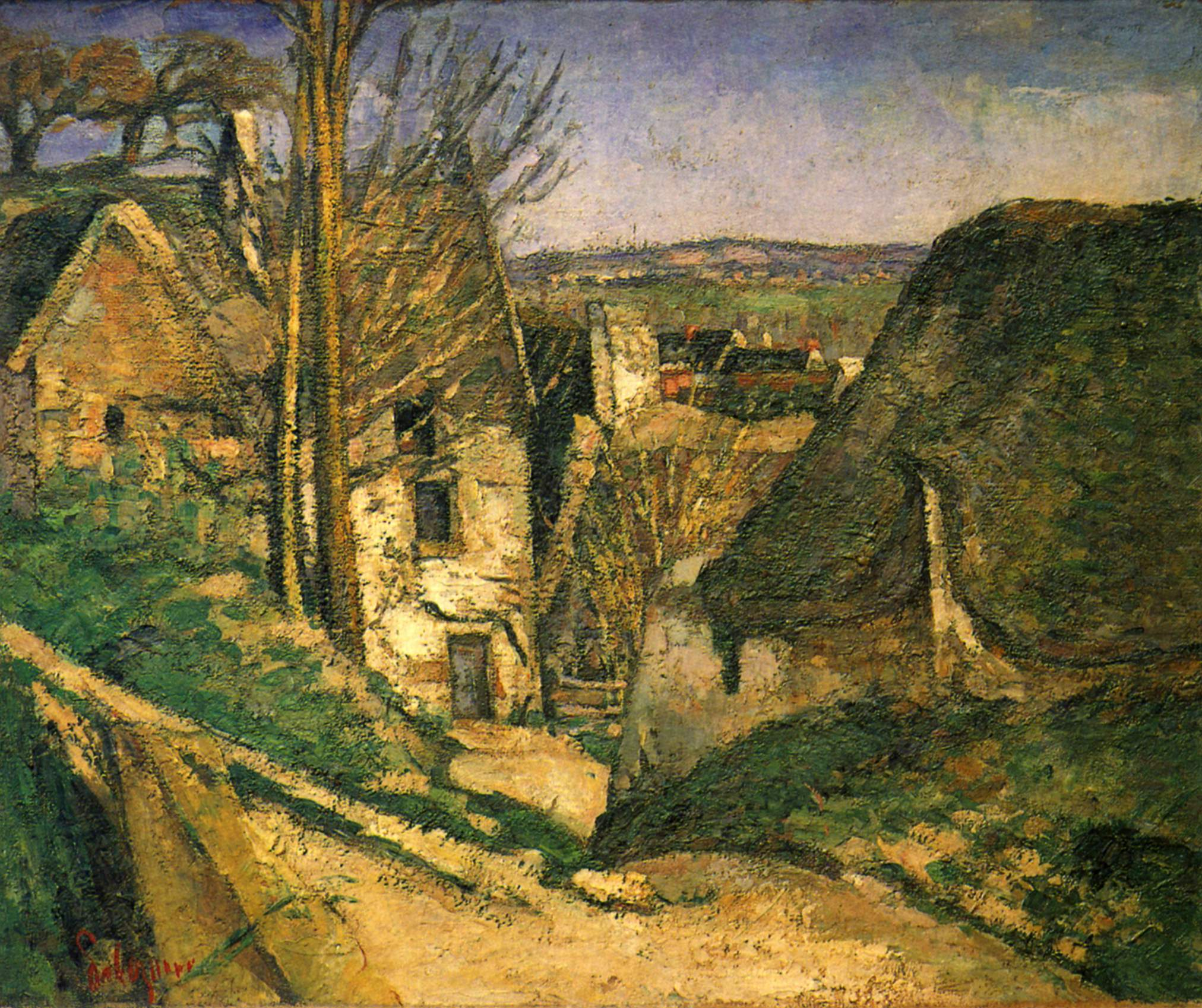
La casa del ahorcado, Auvers-sur-Oise (1874).

En 1875, llamó la atención del coleccionista Victor Chocquet, cuyos encargos le proporcionaron algo de alivio financiero. Pasó el verano de 1876 en L'Estaque, lo que le dio la oportunidad de pintar dos marinas. No intervino en la segunda muestra impresionista, pero sí en la tercera (1877) celebrada en la calle Pelletier, con dieciséis obras, entre las que se podían encontrar acuarelas, bodegones, paisajes, un cuadro de bañistas y un retrato del coleccionista Chocquet. El éxito comercial de los impresionistas era ya limitado de por sí y dentro de este grupo, las obras de Cézanne tuvieron la acogida más desfavorable. Sus pinturas provocaban hilaridad, indignación y sarcasmo. El crítico Louis Leroy dijo del retrato de Chocquet: «Esta cabeza que parece tan peculiar, con el color de una bota vieja, impresionaría a [una mujer embarazada] y provocaría la fiebre amarilla en el fruto de su vientre antes de su entrada en el mundo». Cézanne no volvió a exponer con el grupo.

### Provenza
Cézanne pasó el año 1878 en el Mediodía francés con Hortense y su hijo. En marzo, su padre descubrió el asunto de Hortense y amenazó con romper con él financieramente pero en septiembre decidió subirle la asignación a 400 francos. En 1879-80 pasó parte del invierno en Melun, aprovechando para pintar el paisaje cubierto de nieve. Entre las obras maestras de este periodo está la vista del Puente de Maincy. En agosto de 1880 marchó a casa de Zola en Médan, a orillas del Sena, donde conoció a Huysmans y aprovechó para pintar al aire libre. Su padre, debido a la vida que llevaba, dejó de enviarle ayuda. En mayo de 1881 conoció a Gauguin en la casa de Pissarro en Pontoise y en octubre regresó a Aix, donde su padre Louis-Auguste le hizo un estudio en Jas de Bouffan. Estaba en la planta superior y se le proporcionó una gran ventana que permitía la entrada de la luz del norte pero interrumpiendo la línea de los aleros, lo cual aún se aprecia. La familia Cézanne fijó definitivamente su residencia en L'Estaque y a partir de entonces solo en raras ocasiones abandonó Provenza. El traslado refleja una nueva independencia respecto a los impresionistas centrados en París y la preferencia del pintor por el sur, su tierra natal.
En L'Estaque recibió la visita de Renoir (1882), quien quedó impresionado con la belleza del paisaje. Ese año fue la única vez que pudo exponer en el Salón de París, gracias a la intervención de su amigo y artista Antoine Guillemet, Retrato de Louis-Auguste Cézanne, padre del artista, leyendo L'Événement (también conocido como El padre del artista), 1866 (National Gallery, Washington). Fue escaso el reconocimiento que obtuvo por la crítica oficial. Por entonces, dejó de trabajar en estrecha relación con Pissarro. Había conocido al pintor Monticelli en Marsella en los años 1860 y entre 1878 y 1884 los dos artistas a menudo pintaron paisajes juntos, recorriendo en una ocasión durante un mes el campo de Aix. En 1883 murió Manet, noticia que afectó a Cézanne. En diciembre se reunieron con él  Monet y Renoir en L'Estaque.
El año 1886 fue crucial: se casó con Hortense y, en octubre, murió su padre. Le dejó en herencia la finca que había adquirido en 1859. Cézanne tenía cuarenta y siete años de edad y por fin consiguió la independencia económica, gracias a la gran herencia que recibió, aunque siguió manteniendo el aislamiento social. Es el año de su ruptura con Émile Zola, después de que este le usara, en gran medida, como modelo para el artista fracasado y trágico Claude Lantier, en La obra. Cézanne sintió que la novela era indecorosa y una traición por parte de su amigo de la infancia, por lo que rompieron su amistad y no volvieron a verse.

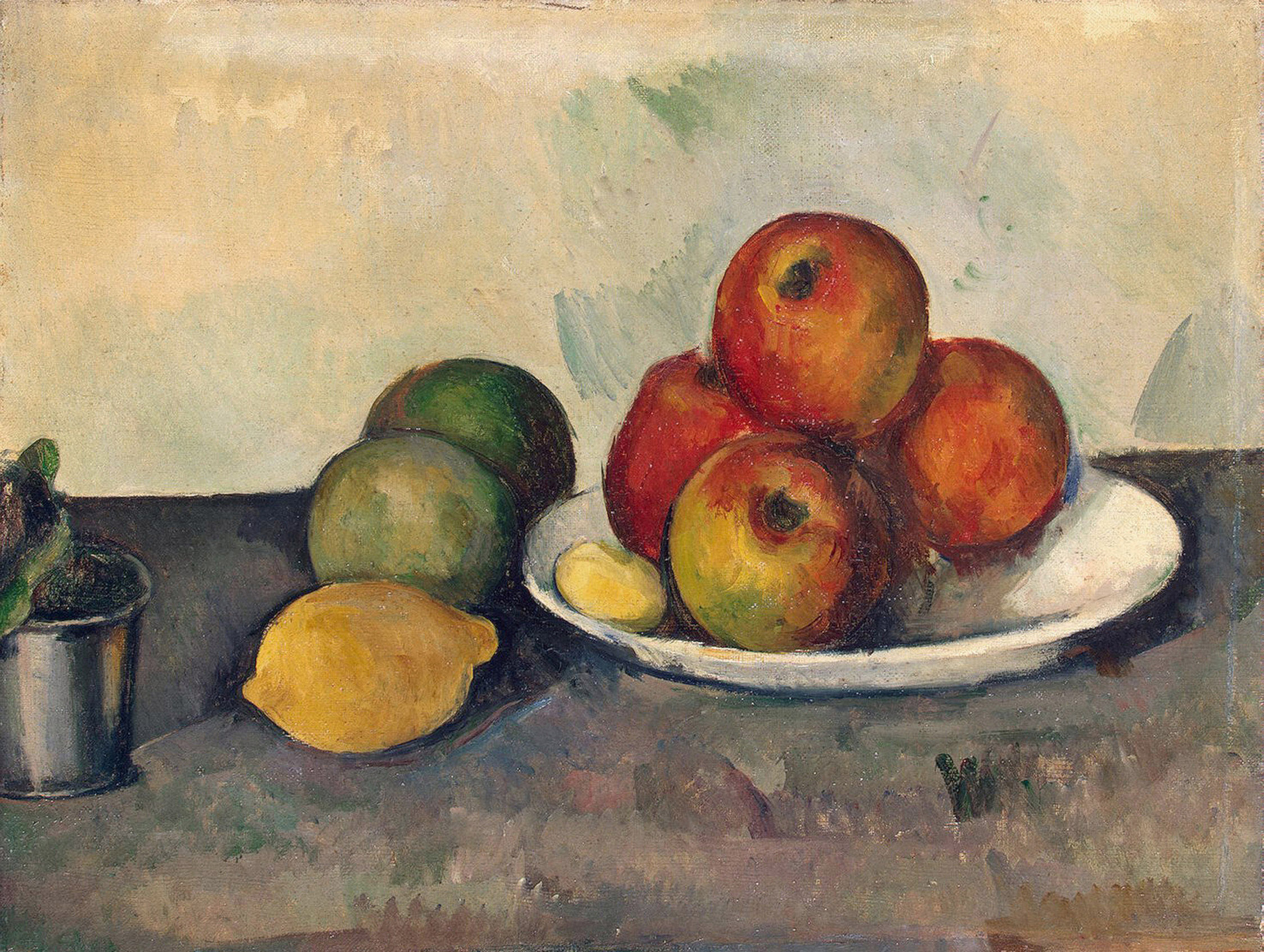
Naturaleza muerta con manzanas (1890).

Para el año 1888 la familia estaba en la anterior mansión, Jas de Bouffan, un sólido edificio y terrenos con edificaciones anejas. Actualmente es propiedad de la ciudad, aunque con menos terreno, y está abierta al público de manera limitada. En 1889 muestra La casa del ahorcado en la Exposición Universal. Al año siguiente, expone en Bruselas con Los XX, un grupo de pintores muy activos. No obstante, su periodo idílico en Jas de Bouffan fue solo temporal. Desde 1890 hasta su muerte, se sucedieron acontecimientos perturbadores que le hicieron aislarse más, dedicándose en exclusiva a la pintura. Entre 1887 y 1893, solo recibe la visita de unos pocos iniciados, como los marchantes de arte J. Tanguy y Ambroise Vollard.
Los problemas comenzaron con el comienzo de la diabetes en 1890, desestabilizando su personalidad hasta el punto de que las relaciones con otros quedaron de nuevo afectadas. Viajó a Suiza, con Hortense y su hijo, quizá esperando restaurar su relación. Cézanne, sin embargo, regresó a vivir a Provenza; Hortense y Paul el joven, a París. Las necesidades financieras obligaron a Hortense a volver a Provenza pero en viviendas separadas. Cézanne se trasladó con su madre y su hermana.

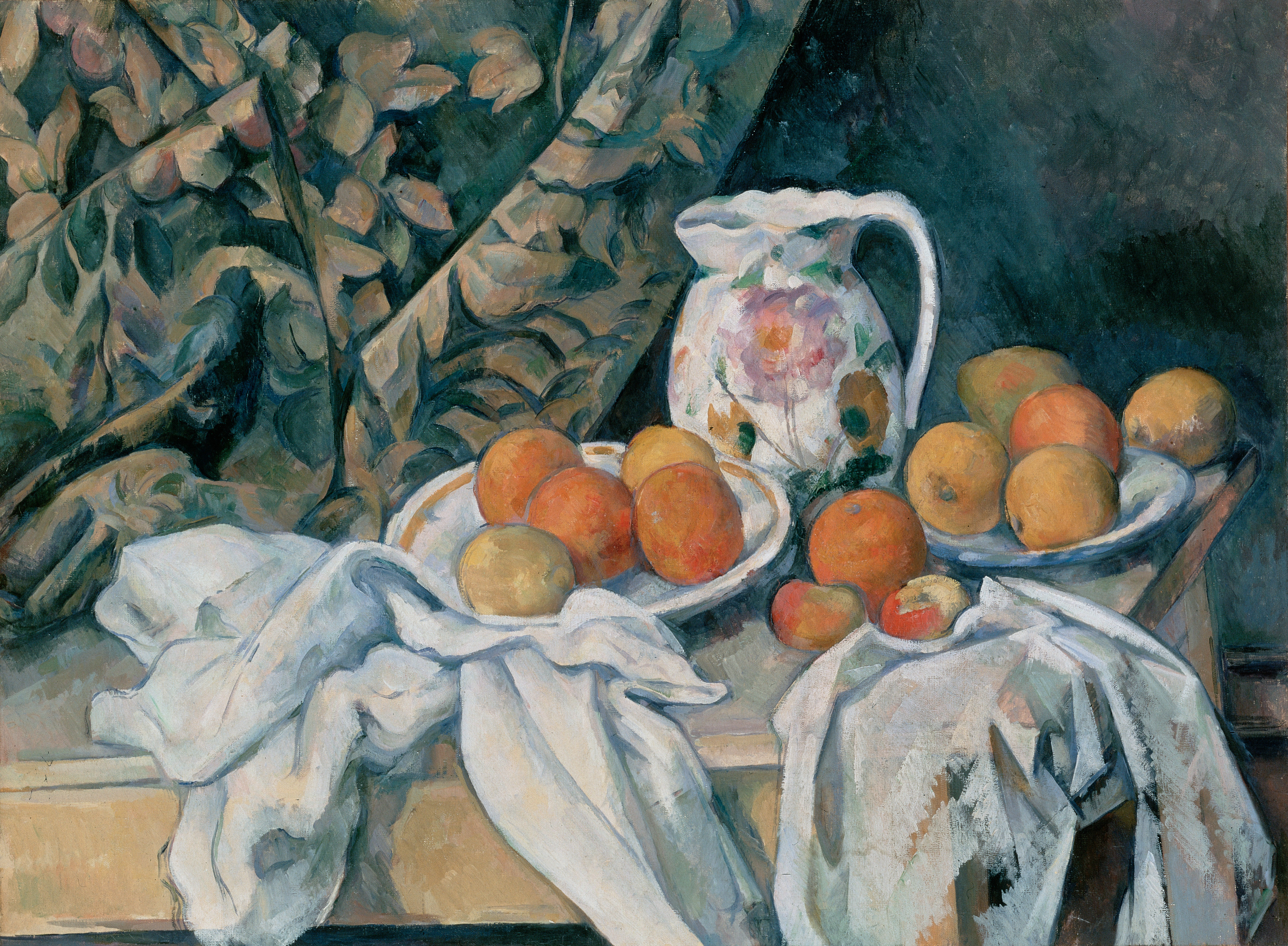
Bodegón con cortina (1895) ilustra la creciente tendencia de Cézanne hacia la compresión tersa de formas y tensión dinámica entre figuras geométricas.

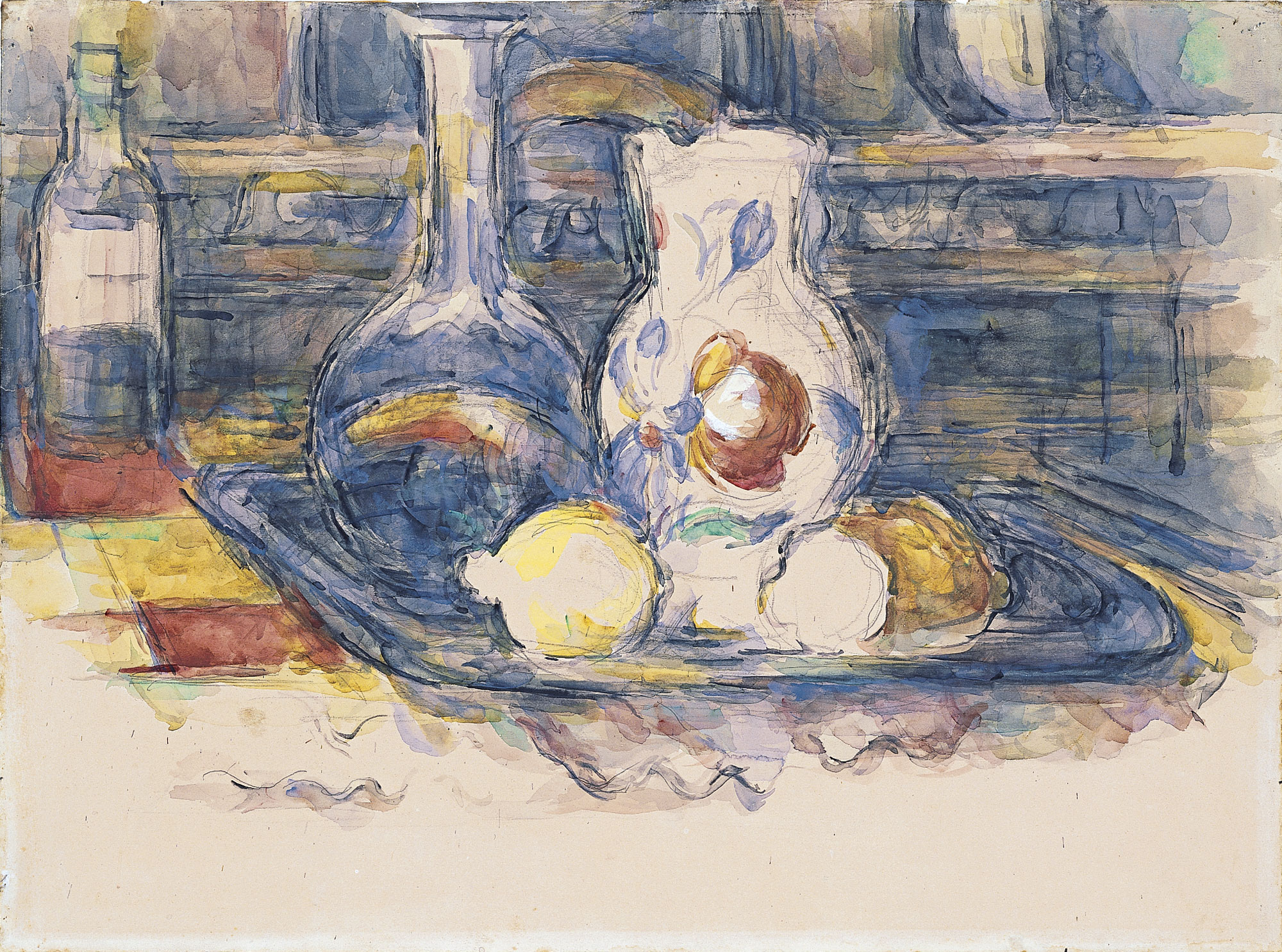
Botella, garrafa, jarro y limones (1902-1906) Paul Cézanne. Museo Thyssen-Bornemisza

En 1891 volvió al catolicismo, aunque las imágenes religiosas fueron escasas en su obra tardía. Cézanne sostenía que «Cuando juzgo el arte, cojo mi cuadro y lo pongo junto a un objeto obra de Dios como un árbol o una flor. Si desentona, no es arte».
En 1895 se celebró su primera exposición individual, organizada por Vollard, con 100 lienzos. Este marchante promocionó la obra de Cézanne con gran éxito durante los años siguientes, logrando que subiera su cotización, como se comprueba al ver los precios de las ventas Duret y Tanguy (1894) y la venta Chocquet de 1899.
En 1897 murió su madre, lo que le permitió reconciliarse con su mujer. Vendió Jas de Bouffan y alquiló un lugar en Rue Boulegon, donde construyó un estudio. También alquiló una habitación en el Château Noir, cerca de Aix, donde se prepara un pequeño estudio. Pasó una temporada en Le Tholonet, en la ladera de la montaña Sainte-Victoire, haciendo de ella objeto de su pintura, lo mismo que la cantera de Bibémus.
Sus pinturas se hicieron bien conocidas y buscadas y obtuvo el respeto de una nueva generación de pintores. A pesar del creciente reconocimiento público y éxito financiero, Cézanne prefirió trabajar en el aislamiento artístico, normalmente pintando en Provenza. En 1900 tres de sus lienzos se incluyen en la Exposición Universal y trece en una exposición organizada por Paul Cassirer en Berlín, ocasión en la que el poeta Rainer Maria Rilke vio su obra por vez primera. En 1901 expone en el Salón de los Independientes. Ese mismo año, Maurice Denis presenta su Homenaje a Cézanne, cuadro en el que puede verse a un grupo de artistas (Redon, Vuillard, Bonnard y Denis) alrededor de un bodegón pintado por Cézanne y que había sido propiedad de Gauguin.
La relación entre Cézanne y su mujer siguió siendo tormentosa. Necesitaba un lugar en el que estar él solo. En 1901 compró algo de tierra a lo largo del Chemin des Lauves («Camino de Lauves»), una carretera aislada en la colina de Lauves, y encargó que le hicieran allí un estudio (el atelier, actualmente abierto al público), en donde aún puede verse el atrezzo de sus obras, tal como las dejó. Desde allí se ve la montaña Sainte-Victoire. Allí pintó hasta su muerte. Mientras tanto, en 1902, hizo un borrador de testamento excluyendo a su esposa de su herencia y dejándoselo todo a su hijo. Aparentemente la relación estaba de nuevo rota; se dice que ella quemó los recuerdos de su madre.
En 1903 culmina el reconocimiento de su obra, apareciendo en diversas exposiciones. Así, el Salón de otoño expone 33 lienzos suyos. También se incluyen obras de Cézanne en la Secesión vienesa y en la de Berlín.
Émile Bernard, que ya en 1892 había dedicado un artículo a Cézanne, estuvo trabajando con él durante todo un mes en 1904. Ese mismo año, el Salón de otoño le dedicó toda una sala, con 30 cuadros y dos dibujos. En 1905 Vollard presentó las acuarelas de Cézanne. Era ya un pintor de prestigio. Se sucedían exposiciones retrospectivas. Muchos pintores jóvenes viajaron hasta Aix-en-Provence para verle trabajar y pedirle consejo durante los últimos años de su vida. Sin embargo, tanto su estilo como sus teorías continúan siendo misteriosas y crípticas; para unos era un pintor primitivo ingenuo y para otros un complicado maestro en los procedimientos técnicos.

### Muerte de Cézanne

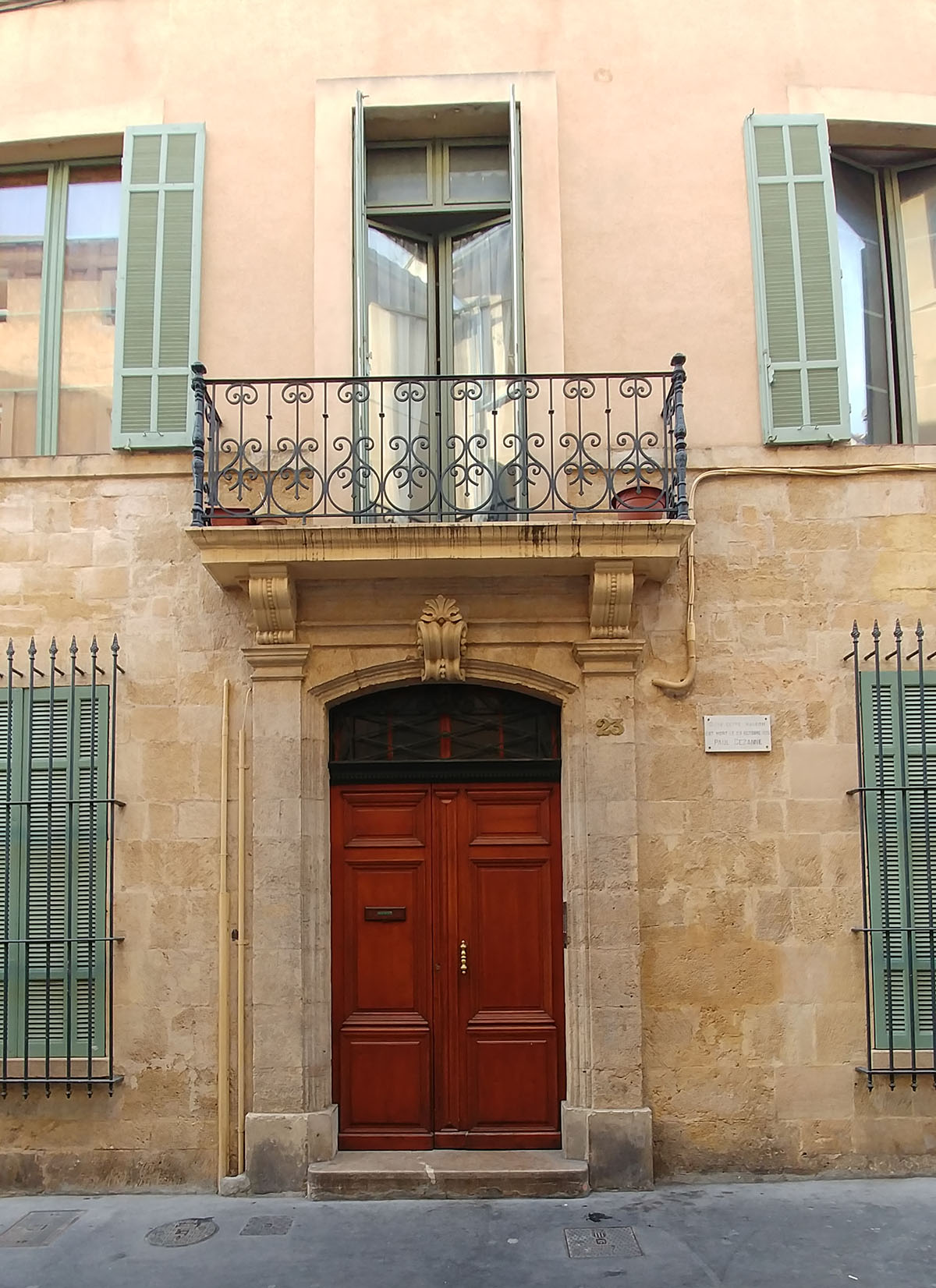
Casa donde murió Paul Cézanne on Rue Bougelon, Aix-en-Provence.

Un día, Cézanne se vio atrapado por una tormenta mientras trabajaba en el campo. Solo después de haber trabajado durante dos horas bajo el aguacero decidió regresar a casa; pero en el camino se desmayó. Lo llevó a casa un conductor que pasaba por allí. Su ama de llaves le frotó los brazos y las piernas para restaurar la circulación; como resultado, recuperó la consciencia. Al día siguiente, pretendía seguir trabajando, pero más tarde se desmayó; el modelo pidió ayuda; le metieron en la cama, en Lauves de donde no volvió a salir. Murió unos pocos días después, el 22 de octubre de 1906, a causa de una neumonía y fue enterrado en el antiguo cementerio en su amada ciudad natal de Aix-en-Provence.
Después de su muerte, su estudio en Aix se convirtió en un monumento, Atelier Paul Cézanne, o les Lauves.

## Estilo
Cézanne intentó conseguir una síntesis ideal de la representación naturalista, la expresión personal y el orden pictórico. Al igual que Zola con el realismo literario, Cézanne manifestó un interés progresivo en la representación de la vida contemporánea, pintando el mundo tal como se presentaba ante sus ojos, sin preocuparse de idealizaciones temáticas o afectación en el estilo. Luchó por desarrollar una observación auténtica del mundo visible a través del método más exacto de representarlo en pintura que podía encontrar. Con este fin, ordenaba estructuralmente todo lo que veía en formas simples y planos de color. Su afirmación «Quiero hacer del impresionismo algo sólido y perdurable como el arte de los museos», subraya su deseo de unir la observación de la naturaleza con la permanencia de la composición clásica. Ello queda en evidencia igualmente con su pretensión de «revivir a Poussin del natural» (Vivifier Poussin sur nature).

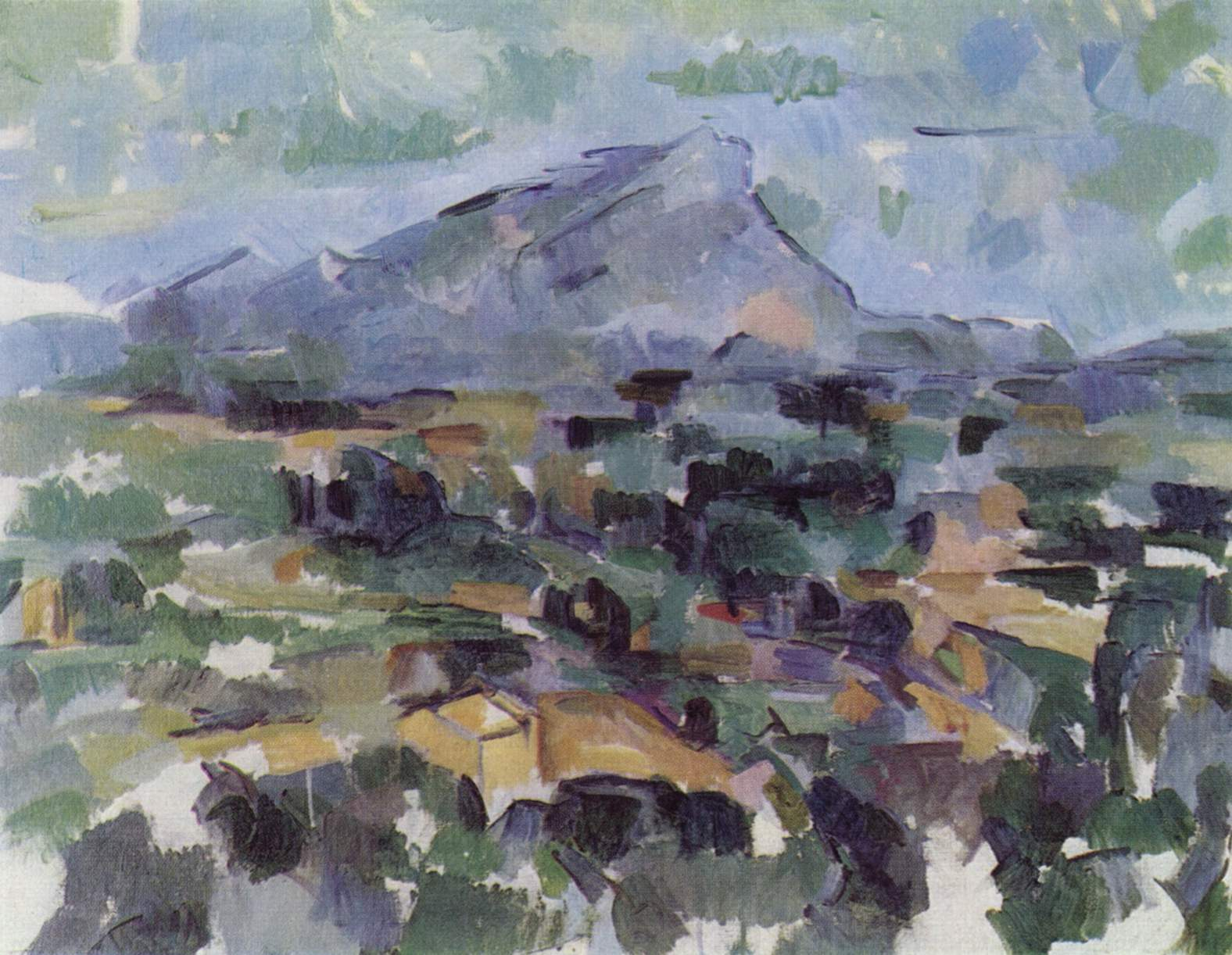
La montaña Sainte-Victoire, 1905.

Son muy características y fácilmente reconocibles sus pinceladas, a menudo repetitivas, sensibles y exploratorias. Estas pequeñas pinceladas y planos de color se conjugaban para formar campos complejos, expresando al mismo tiempo las sensaciones del ojo que observa y una abstracción de la naturaleza observada.
Cézanne se esforzó por comprender y reflejar la complejidad de la percepción visual humana. Quería ofrecer una visión auténtica de la realidad, y para ello observa los objetos desde distintos puntos de vista, lo que le lleva a representarlos desde perspectivas diferentes simultáneamente. La obra de madurez de Cézanne muestra el desarrollo de un estilo de pintura solificado, casi arquitectónico. La intensidad de sus colores, unida al aparente rigor de la estructura compositiva, indican que, a pesar de la frecuente desesperación del propio artista, había sintetizado los elementos básicos de representación y expresividad de la pintura de un modo muy personal.
Estaba interesado en la simplificación de las formas que ocurrían naturalmente a sus esencia geométrica:

Todo en la naturaleza se modela según la esfera, el cono, el cilindro. Hay que aprender a pintar sobre la base de estas figuras simples; después se podrá hacer todo lo que se quiera. Cézanne, 1904.

Por ejemplo, un tronco de árbol puede concebirse como un cilindro, una cabeza humana como una esfera. Además, la atención concentrada con la que había registrado sus observaciones de la naturaleza dieron como resultado una profunda exploración de la visión binocular, que resulta de dos percepciones visuales simultáneas y ligeramente diferentes, y nos proporciona una percepción de la profundidad y un conocimiento complejo de las relaciones espaciales. Vemos dos puntos de vista simultáneamente; Cézanne empleó este aspecto de la percepción visual en su pintura en grados diferentes. La observación de este hecho, junto con el deseo de Cézanne de capturar la verdad de su propia percepción, a menudo le llevó a presentar los perfiles de formas para al mismo tiempo intentar mostrar los puntos de vista distintivamente diferentes de tanto el ojo izquierdo como el derecho.

## Periodos
Se han descrito varios periodos en la vida y obra de Cézanne.

### El periodo oscuro: París, 1861-1870
Se trata de un periodo caracterizado por colores oscuros y un intenso uso del negro, con pigmentos espesos, muy empastado. Su obra difiere grandemente de sus anteriores acuarelas y esbozos de la École Spéciale de dessin de Aix-en-Provence en 1859, o de sus obras posteriores. A menudo se usan para estas obras los términos antisocial o violento, o también eróticas o macabras. Su temática es la figura en el paisaje y comprende muchas pinturas de grupos de figuras grandes y pesadas en el paisaje, pintadas imaginativamente. A este periodo pertenecen:

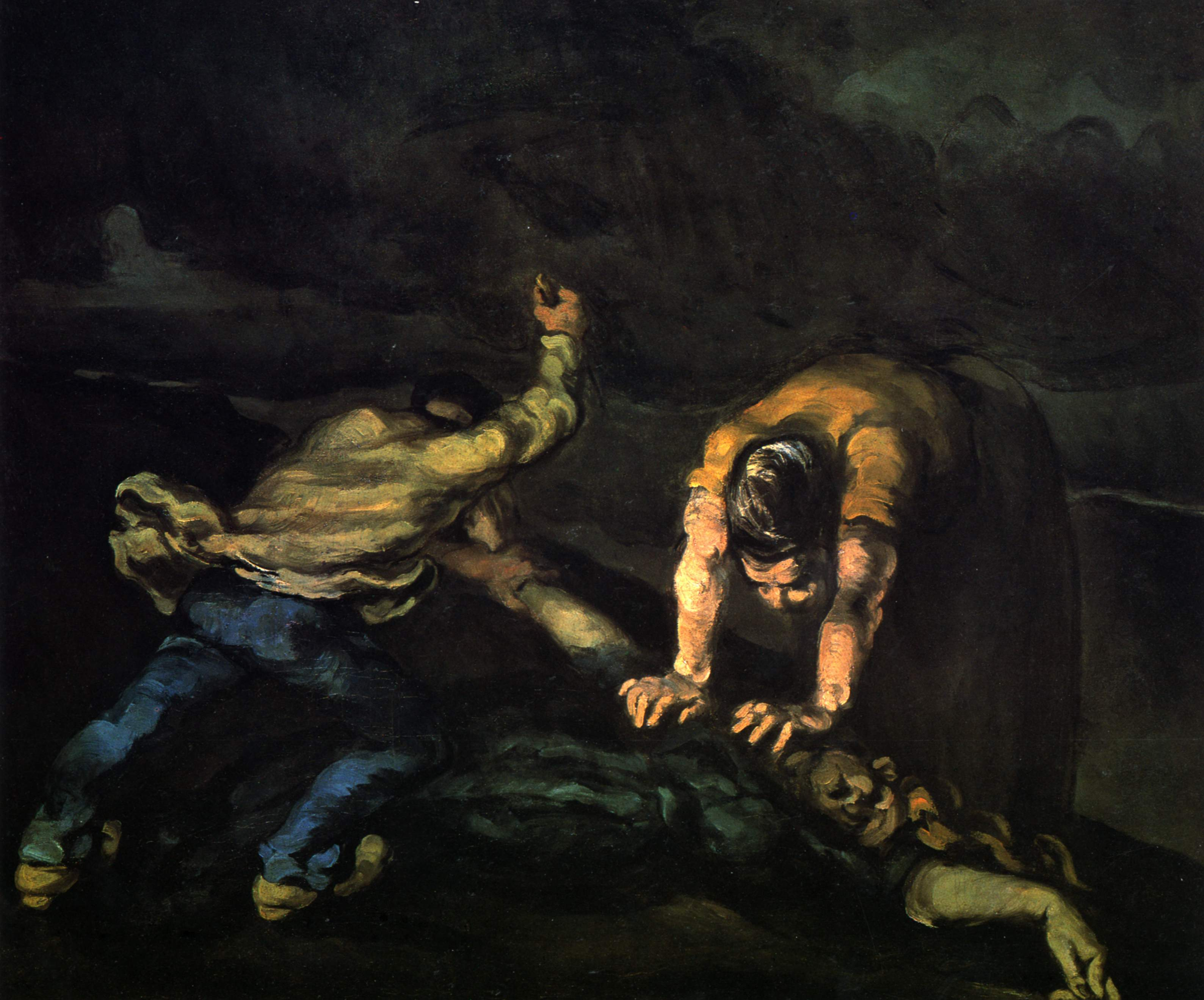
El asesinato, h. 1870.

- Retrato de Louis-Auguste Cézanne, padre del artista, leyendo 'l'Evénement (1866), National Gallery, Londres.
- Copia de Comida en casa de Simón de Veronés (1860-1870), Museo del Louvre, París.
- Panes y huevos (1865), Museo de Arte de Cincinnati, Ohio.
- Retrato del tío Dominique (1866), Museo Metropolitano de Arte, Nueva York.
- El rapto (1867), Museo Fitzwilliam, Cambridge.
- Retrato de Achille Emperaire (1867-1868), Musée d'Orsay, París.
- La orgía (1867-1872), Colección particular.
- Reloj de mármol negro (1869-1870), Colección particular.
- Pastoral (1870), Musée d'Orsay, París.
- El asesinato (h. 1870), Walker Art Gallery, Liverpool.

### Periodo impresionista: Provenza y París, 1870-1878
Cuando Cézanne marchó a L'Estaque en 1870, cambió sus temas para dedicarse principalmente al paisaje. Al instalarse en 1872, en Auvers (Val-d'Oise), comenzó su estrecha relación de trabajo con Pissarro, quien vivía en la cercana Pontoise. Junto con Claude Monet, Pierre-Auguste Renoir y unos pocos pintores más, Pissarro había desarrollado un estilo para trabajar al aire libre (en plein air) de forma rápida y a escala reducida, que consistía en utilizar pequeños toques de colores puros, sin recurrir a bocetos preliminares ni a dibujos. Pretendían atrapar de ese modo los efectos lumínicos fugaces así como su interpretación visual, también efímera, de la naturaleza. Bajo la influencia de Pissarro, Cézanne comenzó a abandonar las normas académicas y la paleta sombría y fuertemente empastada que le caracterizaba. Sus lienzos se hicieron mucho más brillantes, con colores claros, eligiendo los colores primarios y sus complementarios, además de forzarle a observar atentamente la realidad. Su tema favorito son paisajes. Trabajó a partir de la observación directa y gradualmente desarrolló un estilo de pintura aéreo y ligero.

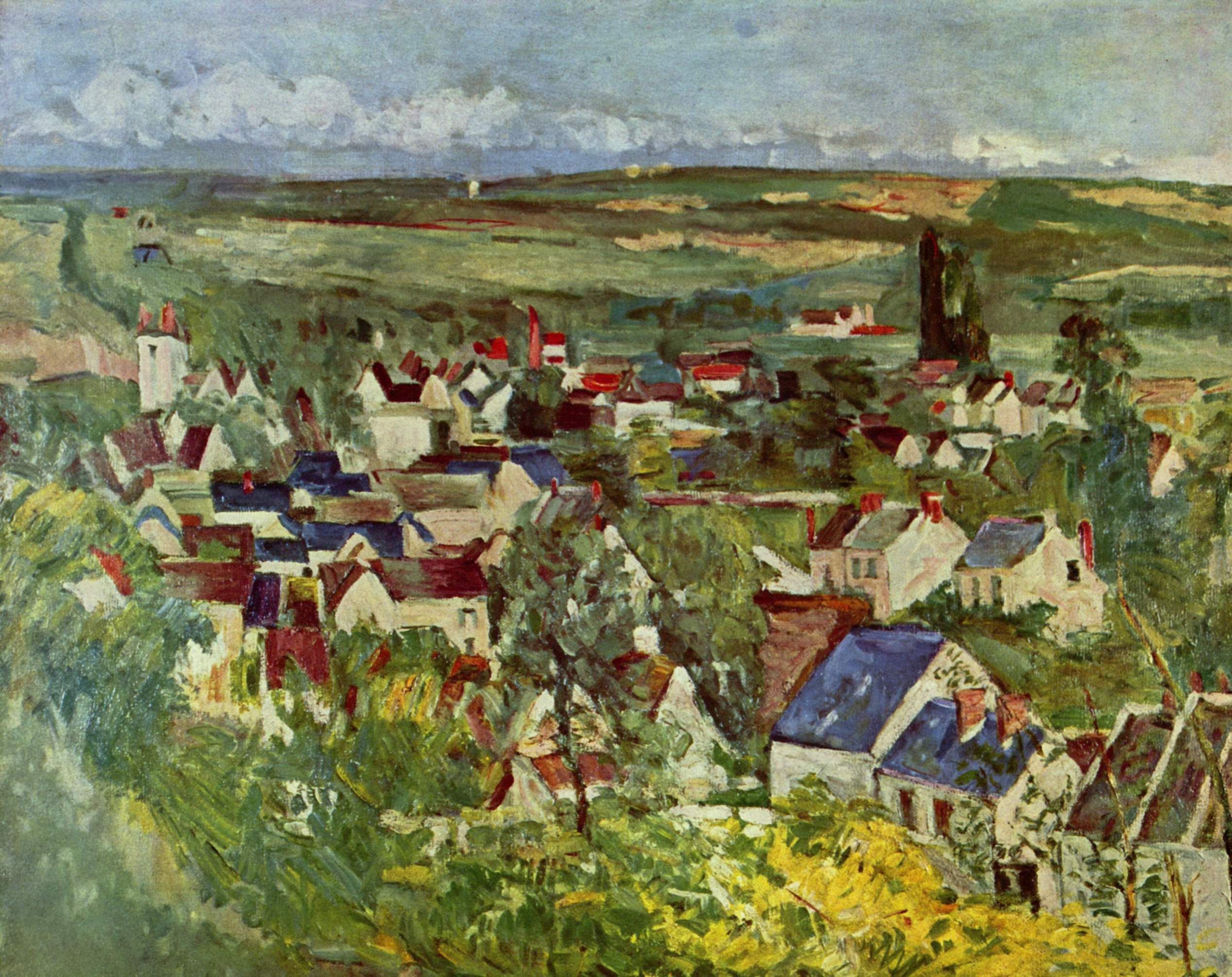
Vista de Auvers (h. 1873).

- La casa del ahorcado, 1872-73, Musée d'Orsay, París.
- Vista de Auvers, h. 1873, Art Institute of Chicago.
- Una moderna Olimpia, 1873-74, Musée d'Orsay, París.
- Bañistas, 1874-1875, Museo Metropolitano de Arte, Nueva York.
- Señora Cézanne en la butaca roja, 1877, Museo de Bellas Artes, Boston.
- Naturaleza muerta de la sopera h. 1877, Musée d'Orsay, París.
- Naturaleza muerta del jarrón y de las frutas, h. 1877, Museo Metropolitano de Arte, Nueva York.

### Periodo de madurez: Provenza, 1878-1890

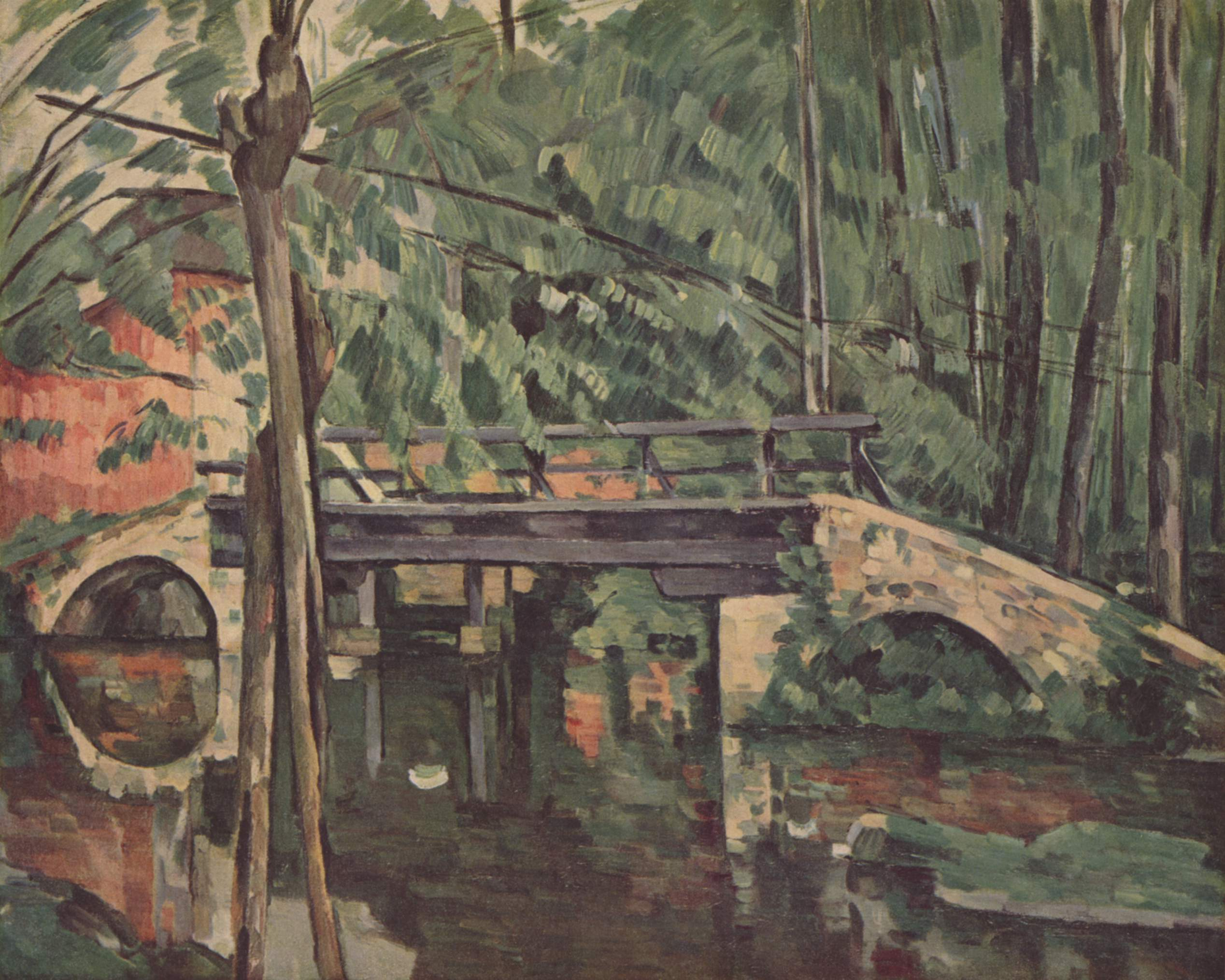
El puente de Maincy, 1879-1880.

Cuando Cézanne fijó su residencia definitivamente en Provenza, a principios de los años 1880, se independizó de los impresionistas, centrados en París, y demostró su preferencia por el sur, su país natal y su paisaje. El aislamiento y la concentración, así como la singularidad de su búsqueda, podrían señalarse como los responsables de la increíble evolución que sufrió su estilo durante las décadas de 1880 y 1890. El hermano de Hortense tenía una casa desde la que se veía la montaña Sainte-Victoire en Estaque. Una serie de pinturas de esta montaña de 1880-1883 y otras de Gardanne de 1885-1888 a veces son conocidas como el «Periodo constructivo». De 1888 a 1890 se interesó por la figura humana, pintando una serie de cuadros con personajes de la Comedia del arte, pasando, a partir de 1890, a otra serie sobre Jugadores de cartas, posiblemente inspirado por la obra sobre el mismo tema de Louis Le Nain.
- El puente de Maincy (1879-1880), Musée d'Orsay, París.
- Tres bañistas (1879-1882), Museo del Petit Palais, París.
- Rocas en L'Estaque (1882-1885), Museo de Arte de São Paulo.
- La montaña de Sainte Victoire (1885-1887), Museo Metropolitano de Arte, Nueva York.
- Vista del pueblo de Gardanne (1886), Barnes Foundation, Lower Merion.
- Martes de Carnaval (1888), Museo Pushkin, Moscú.
- Arlequín (1889-1890), Galería Nacional de Arte (Washington).

### Periodo final: Provenza, 1890-1905

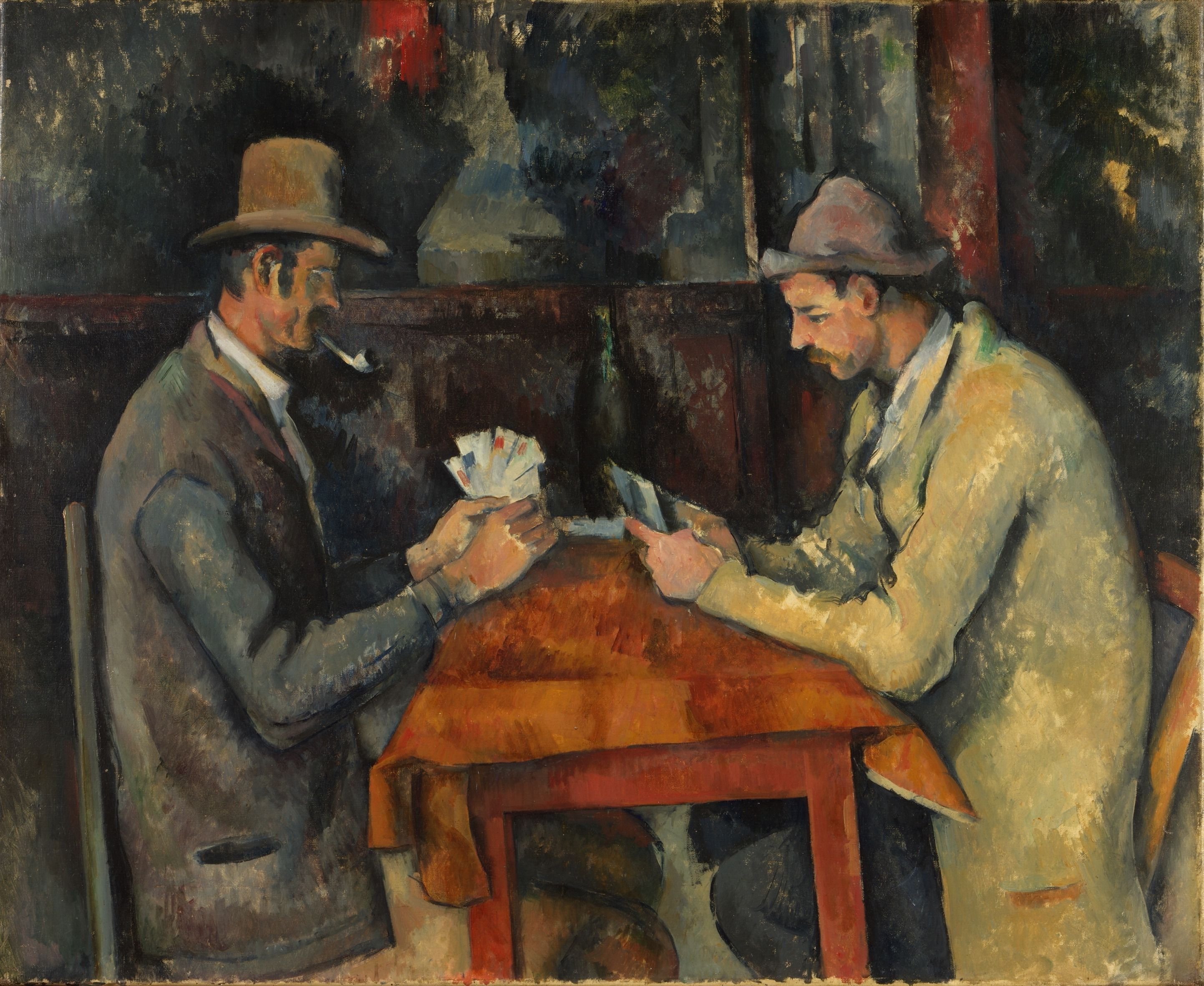
Los jugadores de naipes, 1892-95, Courtauld Institute of Art, Londres. 4ª versión del mismo tema.

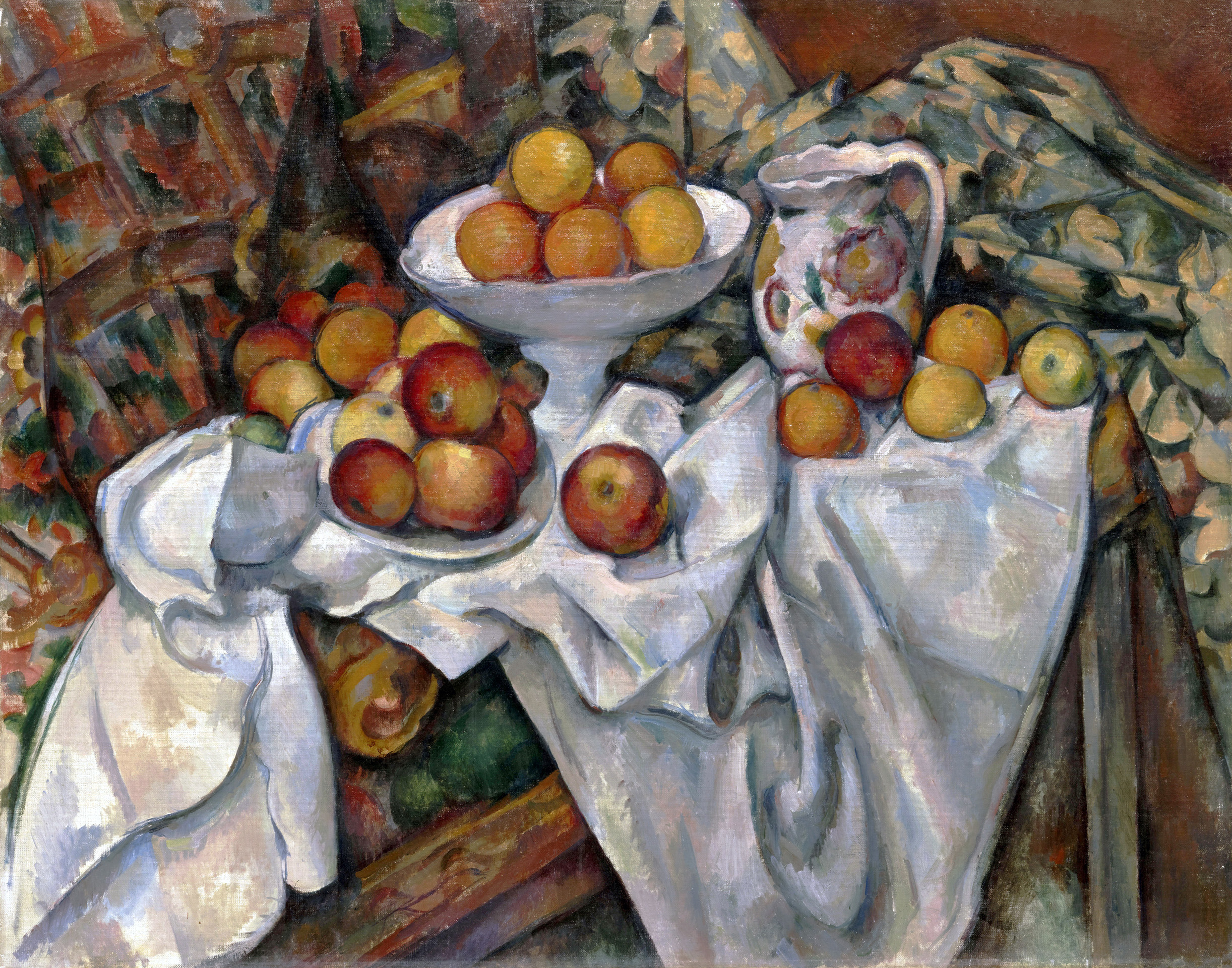
Bodegón con manzanas y naranjas, 1895-1900, Musée d'Orsay, París.

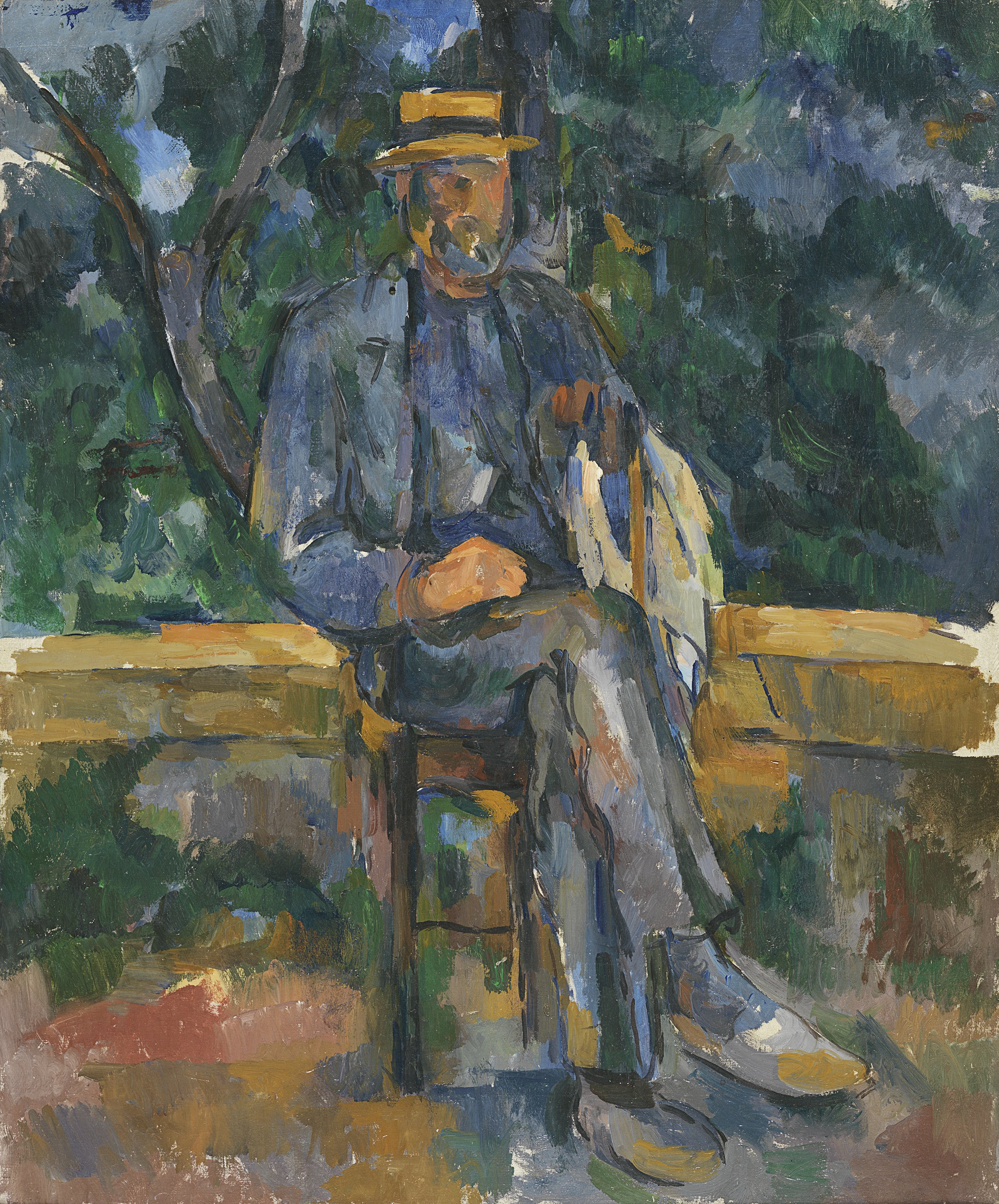
Retrato de un campesino, 1905-1906, Museo Thyssen-Bornemisza, Madrid

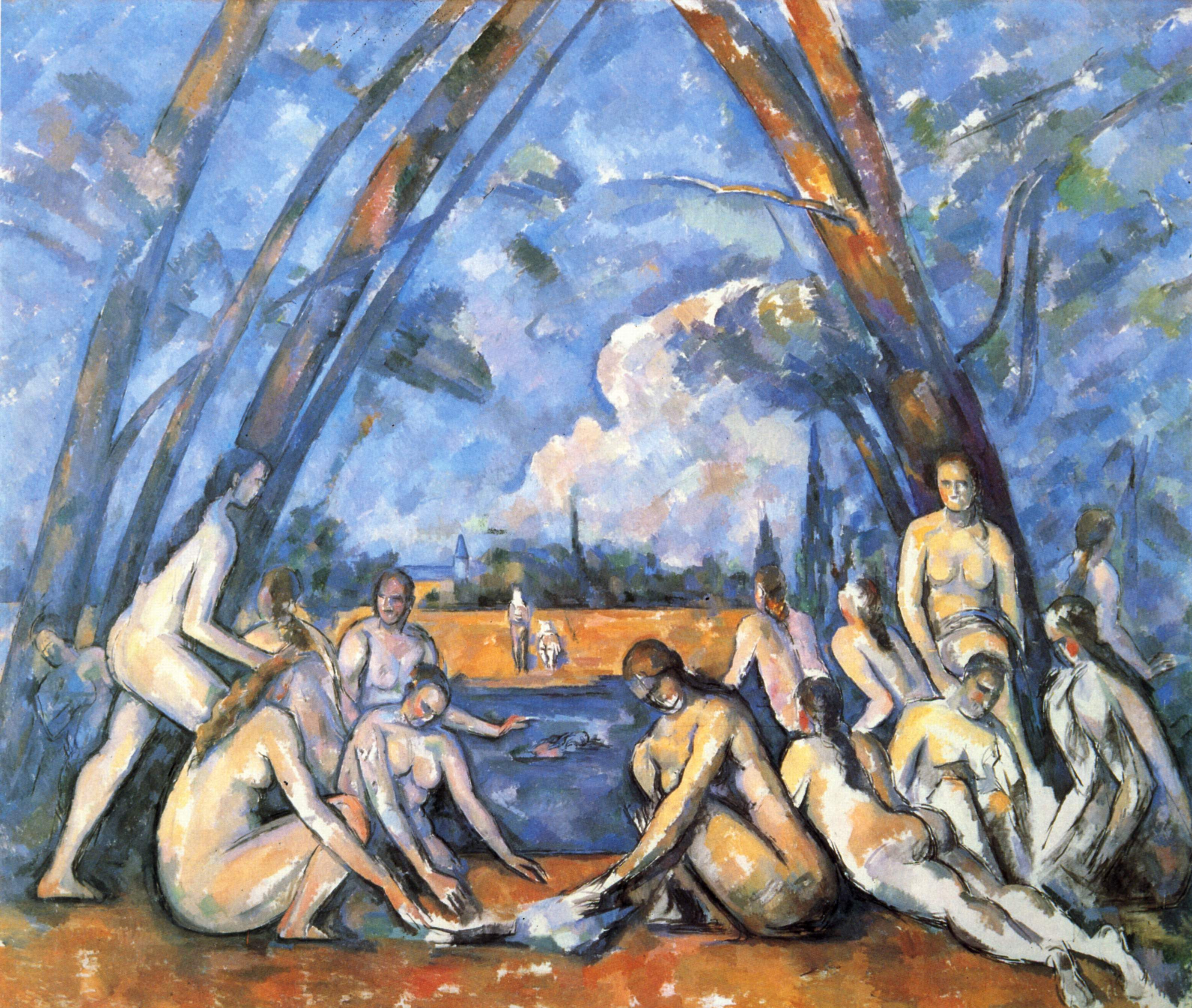
Las grandes bañistas, 1906, Philadelphia Museum of Art: el triunfo del equilibrio geométrico y la estabilidad a la manera de Poussin.

En 1895 hizo una visita germinal a las canteras de Bibémus y ascendió la montaña Sainte-Victoire. El paisaje laberíntico de las canteras debieron impresionarle particularmente, pues alquiló una cabaña allí en 1897. Se cree que estas formas inspiraron el estilo cubista en embrión. Cézanne se concentró en unos pocos géneros, en los que era hábil por igual: bodegones, retratos (y autorretratos), paisajes y estudios de bañistas (desnudos en el paisaje). Respecto al último, Cézanne se vio obligado a dibujar a partir de su imaginación, debido a la falta de modelos desnudos disponibles. Como sus paisajes, sus retratos se pintaban a partir de lo que era familiar, de manera que no solo su esposa e hijo, sino también campesinos locales, niños, y su marchante, sirvieron de modelos.
Cézanne continuó pintando directamente del natural con brillante colorido de tipo impresionista, pero fue simplificando de modo gradual la aplicación de la pintura hasta el punto de que parecía lograr expresar el volumen con solo unas cuantas pinceladas de color yuxtapuestas. Más adelante los expertos llegarían a afirmar que Cézanne había descubierto un modo de representar tanto la luz como las formas de la naturaleza simplemente mediante el color. Parecía reintroducir una estructura formal que los impresionistas habían abandonado, sin sacrificar por ello la sensación y vivacidad lumínica lograda por ellos. El propio Cézanne hablaba de modular el color en lugar de modelar el claroscuro de la pintura tradicional. Con ello se refería a que suplantaba las convenciones artificiales de representación (modelar) por un sistema más expresivo (modular) que se hallaba aún más próximo a la naturaleza o, como decía el propio artista, "paralelo a la naturaleza". Para Cézanne la solución a todos los problemas técnicos del impresionismo radicaba en utilizar el color de un modo más ordenado y expresivo que el de sus compañeros impresionistas.
Cézanne consideraba que nunca llegaba a alcanzar plenamente su objetivo, por lo que dejó la mayor parte de sus obras sin acabar y destruyó muchas otras. Se lamentaba de su fracaso a la hora de representar la figura humana y, efectivamente, las grandes obras con figuras humanas de sus últimos años revelan unas distorsiones curiosas que parecen dictadas por el rigor del sistema de modulación cromática que él mismo impuso sobre sus propias representaciones. Ejemplo de ello son toda la serie de pinturas dedicadas al tema de los y las bañistas.
- Los jugadores de naipes (Les Joueurs de cartes) (cinco versiones entre 1890 y 1895), Musée d'Orsay, París.[17]
- Mujer con cafetera (La Femme à la cafetière) (h. 1890-1895), Musée d'Orsay, París.
- Naturaleza muerta con manzanas y naranjas (h. 1895-1900), Musée d'Orsay, París.
- Bodegón con cebollas (h. 1895-1900), Musée d'Orsay, París
- La montaña de Sainte-Victoire, vista desde Bibémus (h. 1898-1900), Museo de Arte de Baltimore, Maryland.
- Las grandes bañistas (1904-1906), National Gallery, Londres.
- La Montagne Sainte-Victoire et le Château Noir (1904-1906), Museo de Arte Bridgestone, Tokio.
- Retrato de un campesino (1905-1906), Museo Thyssen-Bornemisza, Madrid.
- Las grandes bañistas (1906), Philadelphia Museum of Art, Pensilvania.

## Legado

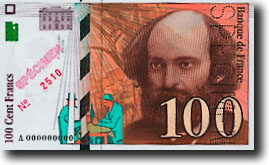
Billete de banco (frente), 100 FF, con el retrato de Paul Cézanne, y la pintura El mar en el Estaque.

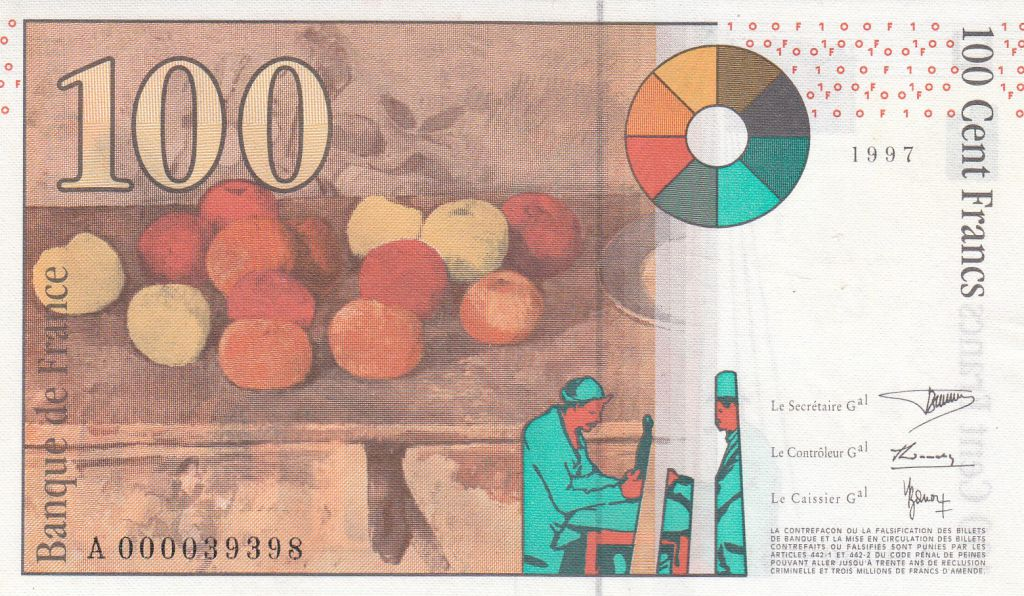
Billete de banco (frente), 100 FF, con dos pinturas de Paul Cézanne: Manzanas y Galletas, y Los jugadores de cartas.

Puede decirse que Cézanne crea el puente entre el impresionismo del siglo XIX y el nuevo estilo de principios del siglo XX, el cubismo.
Durante muchos años la obra de Cézanne solo fue conocida por sus antiguos colegas impresionistas y por unos cuantos artistas jóvenes radicales de la línea del postimpresionismo, entre los que se incluían Vincent van Gogh y Paul Gauguin. Esta generación posterior aceptó prácticamente todas las rarezas de Cézanne.
La retrospectiva de Cézanne de 1907 en el Salón de otoño impactó grandemente la dirección que tomó la vanguardia parisina, dando crédito a su posición como uno de los artistas más influyentes del siglo XIX y al advenimiento del cubismo. Fueron las exploraciones de Cézanne de simplificación geométrica y fenómenos ópticos las que inspiraron a Picasso, Braque, Gris y otros para experimentar con múltiples visiones aún más complejas del mismo tema, y, con el tiempo, a la fractura de la forma. Hay una frase, atribuida tanto Matisse como a Picasso, según la cual «Cézanne es el padre de todos nosotros». Matisse admiraba su utilización del color y Picasso desarrolló la estructura de la composición plana de Cézanne para crear el estilo cubista.
Uno de los cuadros de su serie, Los jugadores de cartas, se convirtió en 2012 en la obra de arte vendida públicamente por más dinero, al comprarla la familia real catarí por más de 250 millones de dólares.[cita requerida]